# Chérencé-le-Héron
Chérencé-le-Héron è un comune francese di 387 abitanti situato nel dipartimento della Manica nella regione della Normandia.
Appartiene al cantone di Villedieu-les-Poêles nella circoscrizione (arrondissement) di Saint-Lô.

## Società

### Evoluzione demografica
Abitanti censiti